# Sclerophrys danielae
Espèce
Synonymes
- Bufo danielae Perret, 1977
- Amietophrynus danielae (Perret, 1977)

Statut de conservation UICN

 DD   : Données insuffisantes
Sclerophrys danielae est une espèce d'amphibiens de la famille des Bufonidae.

## Répartition
Cette espèce est endémique de Côte d'Ivoire. Elle se rencontre dans les environs de Monogaga près de la côte Sud-Ouest entre Sassandra et San-Pédro.

## Description
Sclerophrys danielae mesure de 33 à 46 mm.

## Étymologie
Cette espèce est nommée en l'honneur de Danièle Murith.

## Publication originale
- Perret, 1977 : Une nouvelle espèce de crapaud africain: Bufo danielae de Côte d'Ivoire. Revue suisse de zoologie, vol. 84, no 1, p. 237-245 (texte intégral).